# Łochów (gmina)
Pour les articles homonymes, voir Łochów.
Łochów est une gmina mixte du powiat de Węgrów dans la Voïvodie de Mazovie, dans le centre-est de la Pologne.
Son siège administratif (chef-lieu) est la ville de Łochów, qui se situe environ 26 km au nord-ouest de Węgrów (siège de la powiat) et 60 km au nord-est de Varsovie (capitale de la Pologne).
La gmina couvre une superficie de 194,98 km2 pour une population de 17 427 habitants en 2006.

## Géographie
Outre la ville de Łochów, la gmina inclut les villages de:

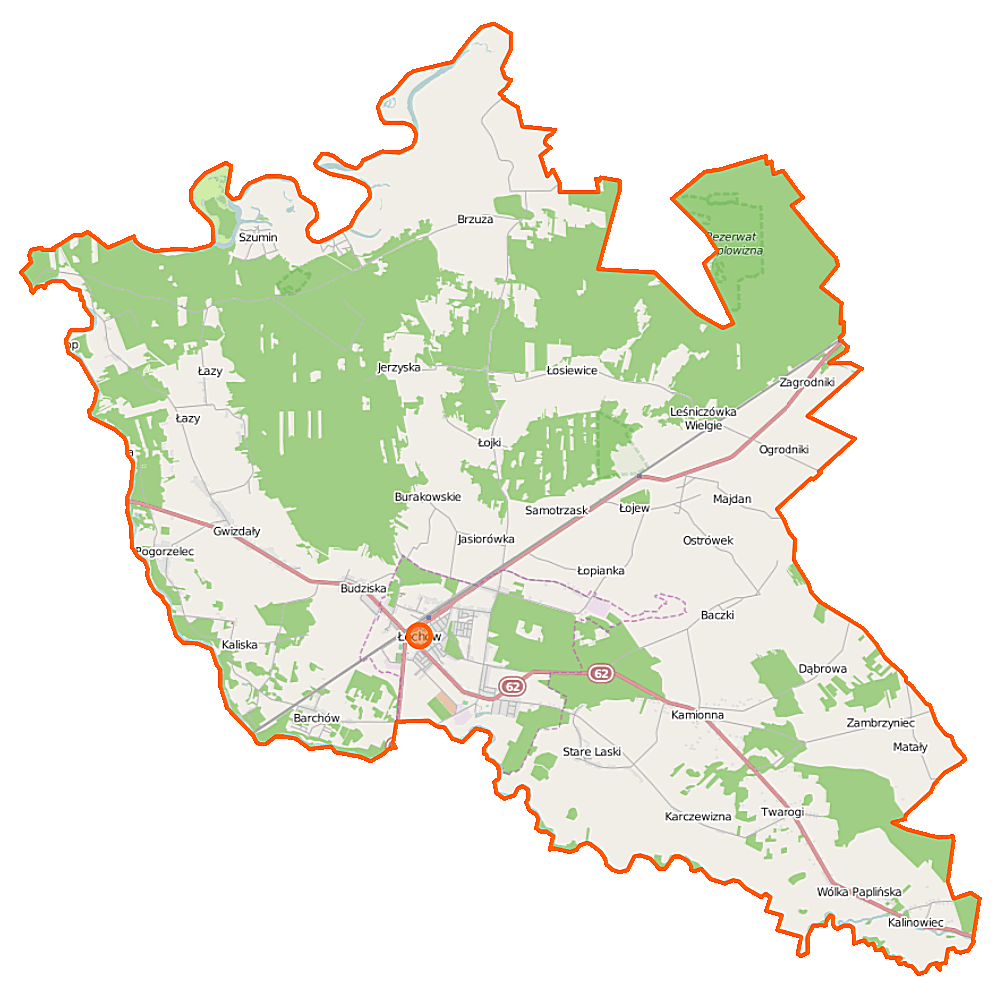
Plan de la gmina

- Baczki
- Barchów
- Brzuza
- Budziska
- Burakowskie
- Dąbrowa
- Gwizdały
- Jasiorówka
- Jerzyska
- Kalinowiec
- Kaliska
- Kamionna
- Karczewizna
- Laski
- Łazy
- Łojew
- Łopianka
- Łosiewice
- Majdan
- Matały
- Nadkole
- Ogrodniki
- Ostrówek
- Pogorzelec
- Samotrzask
- Szumin
- Twarogi
- Wólka Paplińska
- Zagrodniki
- Zambrzyniec

### Gminy voisines
La gmina de Łochów borde les gminy de:
- Brańszczyk
- Jadów
- Korytnica
- Sadowne
- Stoczek
- Wyszków

## Structure du terrain
D'après les données de 2002, la superficie de la commune de Szydłowiec est de 194,98 km2, répartis comme telle :
- terres agricoles : 50 %
- forêts : 38 %

La commune représente 15,99 % de la superficie du powiat.

## Démographie
Données du 30 juin 2004 :
| Description        | Total  | Total | Femmes | Femmes | Hommes | Hommes |
| ------------------ | ------ | ----- | ------ | ------ | ------ | ------ |
| Unité              | Nombre | %     | Nombre | %      | Nombre | %      |
| Population         | 17 446 | 100   | 8 815  | 50,5   | 8 631  | 49,5   |
| Densité (hab./km²) | 89,5   | 89,5  | 45,2   | 45,2   | 44,3   | 44,3   |